# Ali Hamid El-Aila
Ali Hamid El-Aila (em árabe: علي حامد الأيلا) é um ex-ciclista líbio, que representou o seu país nos Jogos Olímpicos de Moscou 1980. Participou na prova de estrada, mas não conseguiu terminar a corrida. Nos 100 km contrarrelógio por equipes, terminou em 21º.